# François de Clermont-Tonnerre (comte)
Pour les articles homonymes, voir François de Clermont-Tonnerre.
François de Clermont  comte de Clermont et de Tonnerre, vicomte de Tallard, né le 6 août 1601 et mort le 24 septembre 1679, est un militaire français du XVIIe siècle.

## Biographie

### Origines
Issu de maison de Clermont-Tonnerre, une famille noble française d'extraction chevaleresque, dont la filiation est prouvée depuis la fin du XIe siècle. François de Clermont est le fils de Charles-Henri de Clermont-Tonnerre (1571-1640) et de Catherine d’Escoubleau de Sourdis (1580-17 janvier 1615).

### Carrière militaire
Il sert sous les ordres du maréchal de Créquy et participe à la bataille des Ponts-de-Cé, le 7 août 1620. En 1621, sous les ordres de Charles d'Albert, duc de Luynes, il assiège Montauban. 
En 1627, il prend part au siège de la Rochelle. Il se signale à la Bataille d'Avein, en 1635. L'année suivante, il fait la campagne de Picardie et participe au siège de Corbie.
À la tête de 500 hommes du régiment du Dauphiné et sous les ordres du comte d'Harcourt il participe au siège de Turin. Le 24 novembre 1640, il est maréchal de camp des armées du roi et s'empare, le 6 juin 1641 de Canet. Il participe également au siège d'Elne, dans le Roussillon. 
Le 31 décembre 1661 il est fait lieutenant-général du roi en Dauphiné, et chevalier des ordres du roi, puis sera nommé maître de camp du régiment de Piémont. 
Il meurt le 24 septembre 1679, à l'âge de 78 ans.

## Famille et descendance
Il épouse Marie Viguier de Saint-Liebaut (1603 - 1679), fille de Jacques Vignier, président des États de Bourgogne. Ensemble ils auront : 
- Jacques de Clermont-Tonnerre, (???? - † 1682)
- François de Clermont-Tonnerre (1629 - 15 février 1701) évêque-comte de Noyon

## Sources
- Site officiel de la famille de Clermont-Tonnerre